# Au am Rhein
Au là một xã ở huyện Rastatt ở bang Baden-Württemberg thuộc nước Đức. Đô thị này có diện tích 13,29 km², dân số thời điểm 31 tháng 12 năm 2006 là 3376 người.

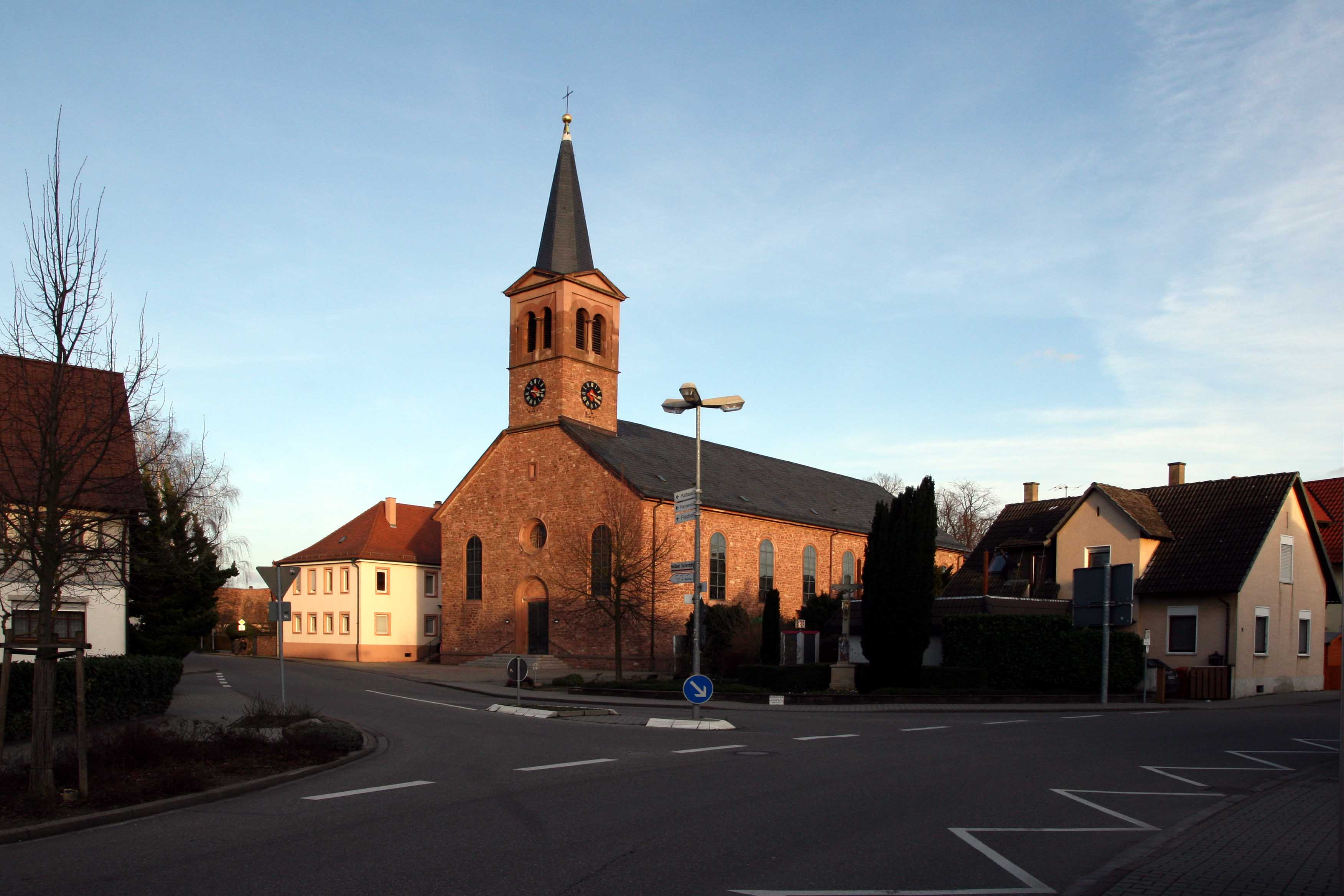
Au am Rhein